# Unione Sportiva Grosseto Football Club 2013-2014

## Stagione
Retrocesso in Lega Pro Prima Divisione, il Grosseto si appresta a partecipare ad un campionato di terza serie dopo sei anni trascorsi nella serie cadetta.
La squadra viene allestita con molti giovani (anche a causa della nuova regola sull'età media dei calciatori di Lega Pro) e alcuni elementi di categoria. La squadra terminerà la stagione all'undicesimo posto, venendo escluso aritmeticamente dai play-off con una giornata di anticipo.
Nel corso della stagione si susseguiranno ben quattro avvicendamenti sulla panchina biancorossa.

## Divise e sponsor
| Casa | Trasferta | Terza divisa |

## Rosa
| N. |                    | Ruolo | Calciatore          |
| -- | ------------------ | ----- | ------------------- |
|    | Italia (bandiera)  | P     | Ivan Lanni          |
|    | Italia (bandiera)  | P     | Roberto Maurantonio |
|    | Italia (bandiera)  | P     | Nunzio Franza       |
|    | Italia (bandiera)  | P     | Andrea Napoli       |
|    | Italia (bandiera)  | P     | Roberto Pini        |
|    | Italia (bandiera)  | D     | Davide Biraschi     |
|    | Italia (bandiera)  | D     | Federico Barba      |
|    | Italia (bandiera)  | D     | Marco Calderoni     |
|    | Italia (bandiera)  | D     | Luca Tedeschi       |
|    | Italia (bandiera)  | D     | Leonardo Terigi     |
|    | Italia (bandiera)  | D     | Alessandro Dalmazzi |
|    | Italia (bandiera)  | D     | Lorenzo Burzigotti  |
|    | Italia (bandiera)  | D     | Massimo Gotti       |
|    | Camerun (bandiera) | D     | Thomas Som          |
|    | Italia (bandiera)  | D     | Stefano Dicuonzo    |
|    | Italia (bandiera)  | D     | Emanuele Padella    |
|    | Italia (bandiera)  | D     | Giovanni Formiconi  |
|    | Italia (bandiera)  | D     | Valerio Foglio      |
|    | Italia (bandiera)  | D     | Matteo Legittimo    |
|    | Italia (bandiera)  | C     | Gennaro Delvecchio  |
|    | Italia (bandiera)  | C     | Marco Perini        |

| N. |                    | Ruolo | Calciatore          |
| -- | ------------------ | ----- | ------------------- |
|    | Italia (bandiera)  | C     | Leonardo Brenci     |
|    | Italia (bandiera)  | C     | Matteo Ricci        |
|    | Italia (bandiera)  | C     | Marco Crimi         |
|    | Romania (bandiera) | C     | Daniel Onescu       |
|    | Nigeria (bandiera) | C     | Kenneth Obodo       |
|    | Italia (bandiera)  | C     | Giulio Faenzi       |
|    | Italia (bandiera)  | C     | Juri Marinelli      |
|    | Italia (bandiera)  | C     | Francesco Mancini   |
|    | Italia (bandiera)  | C     | Biagio Pagano       |
|    | Ghana (bandiera)   | C     | Yaw Asante          |
|    | Italia (bandiera)  | C     | Simone Esposito     |
|    | Italia (bandiera)  | A     | Dario Colombi       |
|    | Italia (bandiera)  | A     | Adriano Montalto    |
|    | Italia (bandiera)  | A     | Bryan Gioè          |
|    | Italia (bandiera)  | A     | Francesco Bombagi   |
|    | Italia (bandiera)  | A     | Alessandro Ferretti |
|    | Italia (bandiera)  | A     | Edoardo Fanciulli   |
|    | Italia (bandiera)  | A     | Stefano Scappini    |
|    | Italia (bandiera)  | A     | Alessandro Marotta  |
|    | Italia (bandiera)  | A     | Marco Giovio        |
|    | Italia (bandiera)  | A     | Filippo Boccardi    |

## Calciomercato

### Sessione estiva(dall'1/7/2013 al 2/9/2013)
| Acquisti | Acquisti           | Acquisti  | Acquisti                                          |
| R.       | Nome               | da        | Modalità                                          |
| -------- | ------------------ | --------- | ------------------------------------------------- |
| D        | Emanuele Padella   | Parma     | riscatto compartecipazione                        |
| D        | Leonardo Terigi    | Crotone   | prestito                                          |
| D        | Federico Barba     | Roma      | compartecipazione                                 |
| D        | Luca Tedeschi      | Parma     | prestito                                          |
| D        | Lorenzo Burzigotti | Reggina   | prestito                                          |
| D        | Matteo Legittimo   | Parma     | prestito                                          |
| D        | Stefano Dicuonzo   |           | svincolato                                        |
| C        | Leonardo Brenci    | Siena     | prestito                                          |
| C        | Daniel Onescu      | Rimini    | definitivo                                        |
| C        | Francesco Mancini  | Milazzo   | fine prestito                                     |
| C        | Marco Crimi        | Bari      | riscatto compartecipazione                        |
| C        | Matteo Ricci       | Roma      | prestito con diritto di riscatto e controriscatto |
| C        | Simone Esposito    | Juventus  | riscatto compartecipazione                        |
| A        | Adriano Montalto   | Latina    | definitivo                                        |
| A        | Dario Colombi      | Livorno   | definitivo                                        |
| A        | Francesco Bombagi  | Reggina   | prestito                                          |
| A        | Bryan Gioè         | Livorno   | prestito con diritto di riscatto                  |
| A        | Stefano Scappini   | Sampdoria | prestito                                          |

| Cessioni | Cessioni             | Cessioni       | Cessioni                         |
| R.       | Nome                 | a              | Modalità                         |
| -------- | -------------------- | -------------- | -------------------------------- |
| P        | Nicolás Bremec       |                | svincolato                       |
| P        | Andrea Napoli        | Viterbese      | prestito                         |
| D        | Samuele Olivi        |                | svincolato                       |
| D        | Angelo Iorio         |                | svincolato                       |
| D        | Emanuele Padella     | Virtus Entella | definitivo                       |
| D        | Valerio Foglio       | Reggina        | definitivo                       |
| D        | Rolf Feltscher       | Parma          | fine prestito                    |
| D        | Vedran Celjak        | Sampdoria      | fine prestito                    |
| D        | Giulio Donati        | Inter          | definitivo                       |
| D        | Federico Barba       | Roma           | definitivo                       |
| D        | Thomas Som           | Benevento      | definitivo                       |
| D        | Francesco Cosenza    | Pro Vercelli   | fine prestito                    |
| D        | Marco Calderoni      | Chievo         | definitivo                       |
| D        | Michele Rigione      | Inter          | fine prestito                    |
| C        | Nicola Mancino       |                | svincolato                       |
| C        | Abderrazzak Jadid    |                | svincolato                       |
| C        | Matteo Mandorlini    | Brescia        | fine prestito                    |
| C        | Giulio Faenzi        | Viterbese      | prestito                         |
| C        | Daniele Quadrini     |                | svincolato                       |
| C        | Marco Crimi          | Latina         | prestito con diritto di riscatto |
| C        | Danilo Soddimo       | Pescara        | fine prestito                    |
| A        | Gastón Brugman       | Pescara        | fine prestito                    |
| C        | Marcello Falzerano   | Chievo         | riscatto compartecipazione       |
| A        | Federico Piovaccari  | Sampdoria      | fine prestito                    |
| A        | Arturo Lupoli        |                | svincolato                       |
| A        | Henry Giménez        | Bologna        | fine prestito                    |
| A        | Souleymane Coulibaly | Tottenham      | fine prestito                    |

### Trasferimenti tra le due sessioni
| Acquisti | Acquisti            | Acquisti | Acquisti   |
| Ruolo    | Nome                | da       | Modalità   |
| -------- | ------------------- | -------- | ---------- |
| P        | Roberto Maurantonio |          | svincolato |
| D        | Massimo Gotti       |          | svincolato |
| A        | Andrea Ferretti     |          | svincolato |

| Cessioni | Cessioni           | Cessioni  | Cessioni   |
| Ruolo    | Nome               | a         | Modalità   |
| -------- | ------------------ | --------- | ---------- |
| P        | Roberto Pini       | Viterbese | prestito   |
| C        | Juri Marinelli     | Viterbese | prestito   |
| C        | Gennaro Delvecchio |           | svincolato |

### Sessione invernale(dal 3/1 al 31/1/2014)
| Acquisti | Acquisti           | Acquisti | Acquisti   |
| Ruolo    | Nome               | da       | Modalità   |
| -------- | ------------------ | -------- | ---------- |
| C        | Marco Perini       | Bellaria | definitivo |
| A        | Alessandro Marotta | Bari     | prestito   |

| Cessioni | Cessioni            | Cessioni    | Cessioni      |
| Ruolo    | Nome                | a           | Modalità      |
| -------- | ------------------- | ----------- | ------------- |
| P        | Nunzio Franza       | Turris      | definitivo    |
| D        | Alessandro Dalmazzi | Viterbese   | prestito      |
| D        | Stefano Dicuonzo    |             | svincolato    |
| D        | Luca Tedeschi       | AlbinoLeffe | prestito      |
| C        | Yaw Asante          | Cosenza     | prestito      |
| A        | Adriano Montalto    | Martina     | definitivo    |
| A        | Stefano Scappini    | Sampdoria   | fine prestito |

### Trasferimenti post-sessione invernale
| Acquisti | Acquisti      | Acquisti | Acquisti   |
| R.       | Nome          | a        | Modalità   |
| -------- | ------------- | -------- | ---------- |
| C        | Biagio Pagano |          | svincolato |

## Risultati

### Campionato

#### Girone di andata
| Arbitro: | Pezzuto (Lecce) |

|                                               |           |                         |
| Arrighini 3’ 30’ 49’ Bartolomei 8’ Grassi 70’ | Marcatori | 28’ Giovio 33’ K. Obodo |

| Arbitro: | Serra (Torino) |

|            |           |            |
| Giovio 41’ | Marcatori | 78’ Di Deo |

| Arbitro: | Brasi (Seregno) |

|            |           |           |
| Lepore 61’ | Marcatori | 3’ Asante |

| Arbitro: | Rocca (Vibo Valentia) |

|                         |           |  |
| Onescu 24’ K. Obodo 45’ | Marcatori |  |

| Arbitro: | Tardino (Milano) |

|  |           |                |
|  | Marcatori | 32’ Delvecchio |

| Arbitro: | Verdenelli (Foligno) |

|  |           |                |
|  | Marcatori | 35’ Vegnaduzzo |

| Arbitro: | Rasia (Bassano del Grappa) |

|               |           |  |
| Del Pinto 33’ | Marcatori |  |

| 20 ottobre 2013 Turno di riposo |  | – |  |  |

| Arbitro: | Ripa (Nocera Inferiore) |

|              |           |           |
| Montalto 80’ | Marcatori | 49’ Frara |

| Arbitro: | Verdenelli (Foligno) |

|  |           |             |
|  | Marcatori | 75’M. Ricci |

| Arbitro: | Albertini (Ascoli Piceno) |

|  |           |              |
|  | Marcatori | 23’ Fioretti |

| Pisa 17 novembre 2013, ore 14.30 CET 12ª giornata | Pisa             | 0 – 0 referto | Grosseto | Stadio Arena Garibaldi - Romeo Anconetani (4.824 spett.)\| Arbitro: \| Abisso (Palermo) \| |
| Arbitro:                                          | Abisso (Palermo) |               |          |                                                                                            |

| Arbitro: | Baldicchi (Città di Castello) |

|         |           |             |
| Gioè 9’ | Marcatori | 59’ De Sena |

| Arbitro: | Baroni (Firenze) |

|             |           |  |
| Miccoli 25’ | Marcatori |  |

| Arbitro: | Mangialardi (Pistoia) |

|                        |           |            |
| Giovio 43’ Bombagi 70’ | Marcatori | 6’ Rosafio |

| Arbitro: | Ros (Pordenone) |

|  |           |                           |
|  | Marcatori | 55’ Bombagi 90+2’ Mancini |

| Grosseto 22 dicembre 2013, ore 14.30 CET 17ª giornata | Grosseto          | 0 – 0 referto | Barletta | Stadio Carlo Zecchini (915 spett.)\| Arbitro: \| Cangiano (Napoli) \| |
| Arbitro:                                              | Cangiano (Napoli) |               |          |                                                                       |

#### Girone di ritorno
| Arbitro: | Aversano (Treviso) |

|                         |           |                       |
| Bombagi 3’ Ferretti 29’ | Marcatori | 22’ Regoli 65’ Picone |

| Arbitro: | D'Angelo (Ascoli Piceno) |

|                           |           |                            |
| Montiel 21’ Negro 55’ 64’ | Marcatori | 31’ Marotta 35’ (aut.) Som |

| Arbitro: | Colarossi (Roma) |

|                          |           |             |
| Ferretti 28’ Marotta 31’ | Marcatori | 52’ Malcore |

| Arbitro: | Ros (Pordenone) |

|                                          |           |                 |
| Massoni 14’ Scognamiglio 45+3’ Henty 73’ | Marcatori | 16’ 24’ Bombagi |

| Arbitro: | Morreale (Roma) |

|              |           |                             |
| Ferretti 40’ | Marcatori | 57’ Luparini 81’ Falconieri |

| Arbitro: | Aversano (Treviso) |

|  |           |             |
|  | Marcatori | 10’ Marotta |

| Arbitro: | Dei Giudici (Latina) |

|               |           |  |
| Legittimo 86’ | Marcatori |  |

| 23 febbraio 2014 Turno di riposo |  | – |  |  |

| Arbitro: | Baroni (Firenze) |

|                                        |           |  |
| D. Ciofani 5’ Gucher 72’ Curiale 90+3’ | Marcatori |  |

| Arbitro: | Piscopo (Imperia) |

|                               |           |           |
| Ferretti 9’ (rig.) Giovio 56’ | Marcatori | 79’ Volpe |

| Arbitro: | Martinelli (Roma) |

|              |           |  |
| Sabatino 88’ | Marcatori |  |

| Arbitro: | Albertini (Ascoli Piceno) |

|                                               |           |           |
| Burzigotti 3’ Ferretti 33’ Marotta 70’ (rig.) | Marcatori | 90+2’ Cia |

| Arbitro: | Baldicchi (Città di Castello) |

|  |           |                        |
|  | Marcatori | 56’ Pagano 67’ Marotta |

| Arbitro: | Di Martino (Teramo) |

|  |           |            |
|  | Marcatori | 70’ Zigoni |

| Viareggio 13 aprile 2014, ore 15:00 CEST 32ª giornata | Viareggio        | 0 – 0 referto | Grosseto | Stadio Torquato Bresciani (601 spett.)\| Arbitro: \| Fiore (Barletta) \| |
| Arbitro:                                              | Fiore (Barletta) |               |          |                                                                          |

| Arbitro: | Oliveri (Palermo) |

|             |           |                                               |
| Marotta 41’ | Marcatori | 10’ Malomo 69’ (rig.) De Agostini 87’ Corvesi |

| Arbitro: | Capraro (Cassino) |

|               |           |                    |
| Cicerelli 16’ | Marcatori | 21’ (rig.) Bombagi |

### Coppa Italia

#### Primo turno
| Arbitro: | Lanza (Nichelino) |

|                                                            |                      |                                                              |
| Giovio 58’ Gioè 88’                                        | Marcatori            | 65’ D'Appolonia 77’ Bocalon                                  |
| Scappini Calderoni Colombi Barba S. Esposito Som Formiconi | Tiri di rigore 6 – 5 | Taddei Franchini Marconi Battaglia Giorico Pignat Bertolucci |

#### Secondo turno
| Arbitro: | Ostinelli (Como) |

|                        |           |  |
| González 9’ Faragò 88’ | Marcatori |  |

### Coppa Italia Lega Pro

#### Primo turno
| Arbitro: | Baldicchi (Città di Castello) |

|                                  |           |              |
| Gioè 5’ Bombagi 13’ Montalto 69’ | Marcatori | 64’ Bianconi |

#### Secondo turno
| Arbitro: | Pierro (Nola) |

|  |           |                                       |
|  | Marcatori | 59’ 83’ M. Ricci 62’ Mancini 89’ Gioè |

#### Terzo turno (Girone C)
| Arbitro: | Vesprini (Macerata) |

|                                     |           |           |
| S. Esposito 28’ Scappini 35’ (rig.) | Marcatori | 78’ Rullo |

| 27 novembre 2013 Turno di riposo |  | – |  |  |

| Arbitro: | Formato (Benevento) |

|  |           |                           |
|  | Marcatori | 63’ Ferretti 81’ Montalto |

#### Semifinali
| Arbitro: | Di Martino (Teramo) |

|                                                     |           |                                |
| Volpe 25’ Mounard 32’ (rig.) Mendicino 90+2’ (rig.) | Marcatori | 10’ (rig.) M. Ricci 36’ Pagano |

| Arbitro: | Lanza (Nichelino) |

|                      |           |                                   |
| Bombagi 90+2’ (rig.) | Marcatori | 25’ (rig.) Montervino 46’ Gustavo |

## Statistiche

### Statistiche di squadra
Statistiche aggiornate al 4 maggio 2014.
| Competizione          | Punti | In casa | In casa | In casa | In casa | In casa | In casa | In trasferta | In trasferta | In trasferta | In trasferta | In trasferta | In trasferta | Totale | Totale | Totale | Totale | Totale | Totale |
| Competizione          | Punti | G       | V       | N       | P       | Gf      | Gs      | G            | V            | N            | P            | Gf           | Gs           | G      | V      | N      | P      | Gf     | Gs     |
| --------------------- | ----- | ------- | ------- | ------- | ------- | ------- | ------- | ------------ | ------------ | ------------ | ------------ | ------------ | ------------ | ------ | ------ | ------ | ------ | ------ | ------ |
| Campionato            | 42    | 16      | 6       | 5       | 5       | 19      | 17      | 16           | 5            | 4            | 7            | 15           | 19           | 32     | 11     | 9      | 12     | 34     | 36     |
| Coppa Italia          | -     | 1       | 1       | 0       | 0       | 2       | 2       | 1            | 0            | 0            | 1            | 0            | 3            | 2      | 1      | 0      | 1      | 2      | 5      |
| Coppa Italia Lega Pro | -     | 3       | 2       | 0       | 1       | 6       | 4       | 3            | 2            | 0            | 1            | 8            | 3            | 5      | 4      | 0      | 1      | 13     | 5      |
| Totale                | -     | 20      | 9       | 5       | 6       | 27      | 23      | 20           | 7            | 4            | 9            | 23           | 25           | 40     | 16     | 9      | 15     | 50     | 48     |

### Statistiche dei giocatori
| Giocatore      | Lega Pro Prima Divisione | Lega Pro Prima Divisione | Lega Pro Prima Divisione | Lega Pro Prima Divisione | Coppa Italia | Coppa Italia | Coppa Italia | Coppa Italia | Coppa Italia Lega Pro | Coppa Italia Lega Pro | Coppa Italia Lega Pro | Coppa Italia Lega Pro | Totale   | Totale | Totale      | Totale     |
| Giocatore      | Presenze                 | Reti                     | Ammonizioni              | Espulsioni               | Presenze     | Reti         | Ammonizioni  | Espulsioni   | Presenze              | Reti                  | Ammonizioni           | Espulsioni            | Presenze | Reti   | Ammonizioni | Espulsioni |
| -------------- | ------------------------ | ------------------------ | ------------------------ | ------------------------ | ------------ | ------------ | ------------ | ------------ | --------------------- | --------------------- | --------------------- | --------------------- | -------- | ------ | ----------- | ---------- |
| Y. Asante      | 5                        | 1                        | 1                        | 0                        | 2            | 0            | 0            | 0            | 2                     | 0                     | 0                     | 0                     | 9        | 1      | 1           | 0          |
| F. Barba       | -                        | -                        | -                        | -                        | 2            | 0            | 0            | 0            | -                     | -                     | -                     | -                     | 2        | 0      | 0           | 0          |
| D. Biraschi    | 14                       | 0                        | 2                        | 0                        | 0            | 0            | 0            | 0            | 6                     | 0                     | 1                     | 0                     | 20       | 0      | 3           | 0          |
| F. Boccardi    | 1                        | 0                        | 0                        | 0                        | 0            | 0            | 0            | 0            | 0                     | 0                     | 0                     | 0                     | 1        | 0      | 0           | 0          |
| F. Bombagi     | 29                       | 6                        | 2                        | 0                        | -            | -            | -            | -            | 4                     | 2                     | 0                     | 0                     | 33       | 8      | 2           | 0          |
| L. Brenci      | 0                        | 0                        | 0                        | 0                        | -            | -            | -            | -            | 1                     | 0                     | 0                     | 0                     | 1        | 0      | 0           | 0          |
| L. Burzigotti  | 27                       | 1                        | 9                        | 1                        | -            | -            | -            | -            | 2                     | 0                     | 1                     | 0                     | 29       | 1      | 10          | 1          |
| M. Calderoni   | -                        | -                        | -                        | -                        | 2            | 0            | 0            | 0            | -                     | -                     | -                     | -                     | 2        | 0      | 0           | 0          |
| F. Cipriani    | 0                        | 0                        | 0                        | 0                        | 0            | 0            | 0            | 0            | 0                     | 0                     | 0                     | 0                     | 0        | 0      | 0           | 0          |
| D. Colombi     | 8                        | 0                        | 1                        | 0                        | 2            | 0            | 0            | 0            | 5                     | 0                     | 0                     | 0                     | 15       | 0      | 1           | 0          |
| M. Crimi       | -                        | -                        | -                        | -                        | 0            | 0            | 0            | 0            | -                     | -                     | -                     | -                     | 0        | 0      | 0           | 0          |
| A. Dalmazzi    | 0                        | 0                        | 0                        | 0                        | 0            | 0            | 0            | 0            | 0                     | 0                     | 0                     | 0                     | 0        | 0      | 0           | 0          |
| G. Delvecchio  | 6                        | 1                        | 2                        | 0                        | 0            | 0            | 0            | 0            | 0                     | 0                     | 0                     | 0                     | 6        | 1      | 2           | 0          |
| S. Dicuonzo    | 8                        | 0                        | 2                        | 1                        | -            | -            | -            | -            | 4                     | 0                     | 0                     | 0                     | 12       | 0      | 2           | 1          |
| S. Esposito    | 19                       | 0                        | 1                        | 0                        | 2            | 0            | 0            | 0            | 2                     | 1                     | 0                     | 0                     | 23       | 1      | 1           | 0          |
| G. Faenzi      | -                        | -                        | -                        | -                        | 0            | 0            | 0            | 0            | -                     | -                     | -                     | -                     | 0        | 0      | 0           | 0          |
| E. Fanciulli   | 0                        | 0                        | 0                        | 0                        | 0            | 0            | 0            | 0            | 0                     | 0                     | 0                     | 0                     | 0        | 0      | 0           | 0          |
| A. Ferretti    | 16                       | 5                        | 0                        | 0                        | -            | -            | -            | -            | 2                     | 1                     | 0                     | 0                     | 18       | 6      | 0           | 0          |
| V. Foglio      | 1                        | 0                        | 0                        | 0                        | 2            | 0            | 0            | 0            | -                     | -                     | -                     | -                     | 3        | 0      | 0           | 0          |
| G. Formiconi   | 29                       | 0                        | 10                       | 2                        | 2            | 0            | 0            | 0            | 3                     | 0                     | 2                     | 0                     | 34       | 0      | 12          | 2          |
| N. Franza      | 0                        | -0                       | 0                        | 0                        | 0            | -0           | 0            | 0            | 0                     | -0                    | 0                     | 0                     | 0        | -0     | 0           | 0          |
| B. Gioè        | 8                        | 1                        | 2                        | 0                        | 1            | 1            | 0            | 0            | 6                     | 1                     | 0                     | 0                     | 15       | 3      | 2           | 0          |
| M. Giovio      | 22                       | 4                        | 3                        | 1                        | 2            | 1            | 0            | 0            | 3                     | 0                     | 3                     | 1                     | 27       | 5      | 6           | 2          |
| M. Gotti       | 12                       | 0                        | 0                        | 0                        | -            | -            | -            | -            | 6                     | 0                     | 1                     | 0                     | 18       | 0      | 1           | 0          |
| I. Lanni       | 29                       | -31                      | 1                        | 0                        | 2            | -5           | 0            | 0            | 2                     | -3                    | 1                     | 0                     | 33       | -39    | 2           | 0          |
| M. Legittimo   | 30                       | 1                        | 8                        | 1                        | -            | -            | -            | -            | 2                     | 0                     | 0                     | 0                     | 32       | 1      | 8           | 1          |
| F. Mancini     | 9                        | 1                        | 0                        | 0                        | 1            | 0            | 0            | 0            | 4                     | 0                     | 1                     | 0                     | 14       | 1      | 1           | 0          |
| J. Marinelli   | 1                        | 0                        | 0                        | 0                        | 2            | 0            | 0            | 0            | 0                     | 0                     | 0                     | 0                     | 3        | 0      | 0           | 0          |
| A. Marotta     | 12                       | 6                        | 3                        | 1                        | -            | -            | -            | -            | 0                     | 0                     | 0                     | 0                     | 12       | 6      | 3           | 1          |
| R. Maurantonio | 3                        | -5                       | 0                        | 0                        | -            | -            | -            | -            | 5                     | -4                    | 0                     | 0                     | 8        | -9     | 0           | 0          |
| A. Montalto    | 13                       | 1                        | 2                        | 0                        | -            | -            | -            | -            | 3                     | 2                     | 3                     | 0                     | 16       | 3      | 5           | 0          |
| A. Napoli      | -                        | -                        | -                        | -                        | 0            | -0           | 0            | 0            | -                     | -                     | -                     | -                     | 0        | -0     | 0           | 0          |
| K. Obodo       | 28                       | 2                        | 7                        | 2                        | 0            | 0            | 0            | 0            | 3                     | 0                     | 0                     | 0                     | 31       | 2      | 7           | 2          |
| D. Onescu      | 28                       | 1                        | 10                       | 1                        | 2            | 0            | 1            | 0            | 6                     | 0                     | 0                     | 0                     | 36       | 1      | 11          | 1          |
| E. Padella     | -                        | -                        | -                        | -                        | 0            | 0            | 0            | 0            | -                     | -                     | -                     | -                     | 0        | 0      | 0           | 0          |
| B. Pagano      | 10                       | 1                        | 1                        | 0                        | -            | -            | -            | -            | 2                     | 1                     | 1                     | 0                     | 12       | 2      | 2           | 0          |
| M. Perini      | 10                       | 0                        | 2                        | 0                        | -            | -            | -            | -            | 1                     | 0                     | 0                     | 0                     | 11       | 0      | 2           | 0          |
| R. Pini        | 0                        | -0                       | 0                        | 0                        | 0            | -0           | 0            | 0            | 0                     | -0                    | 0                     | 0                     | 0        | -0     | 0           | 0          |
| M. Ricci       | 25                       | 1                        | 4                        | 0                        | -            | -            | -            | -            | 4                     | 3                     | 0                     | 0                     | 29       | 4      | 4           | 0          |
| S. Scappini    | 12                       | 0                        | 1                        | 0                        | 2            | 0            | 0            | 0            | 2                     | 1                     | 0                     | 0                     | 16       | 1      | 1           | 0          |
| T. Som         | -                        | -                        | -                        | -                        | 2            | 0            | 1            | 0            | -                     | -                     | -                     | -                     | 2        | 0      | 1           | 0          |
| L. Tedeschi    | 2                        | 0                        | 1                        | 0                        | -            | -            | -            | -            | 4                     | 0                     | 1                     | 0                     | 6        | 0      | 2           | 0          |
| L. Terigi      | 26                       | 1                        | 10                       | 1                        | -            | -            | -            | -            | 0                     | 0                     | 0                     | 0                     | 26       | 1      | 10          | 1          |